# سرگئی باگراتیان
سرگئی باگراتیان (Սերգեյ Բագրատյան؛ زادهٔ ۳ ژانویهٔ ۱۹۶۳) یک سیاستمدار، کارآفرین و اهل ارمنستان است که از تاریخ ۸ ژوئیه ۲۰۱۰ تا تاریخ ۲۰۱۲ در سمت استاندارانی استان وایوتس جور ارمنستان را برعهده داشت. وی نماینده دوره‌های هفتم و مجلس ملی جمهوری ارمنستان بود. باگراتیان بین سال‌های ۲۰۱۷–۲۰۱۹ عضو فراکسیون تساروکیان بود.

## زندگی‌نامه
در ۳ ژانویه ۱۹۶۳ در آرتابوینک به دنیا آمد و از دانشگاه دولتی ایروان فارغ‌التحصیل شد. 